# Heinrich Daniel Ruhmkorff

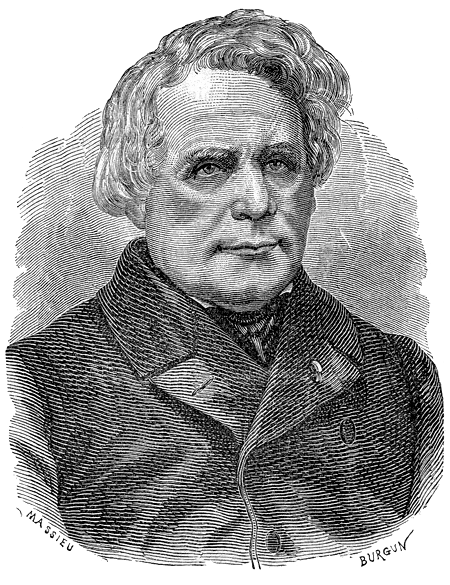
Heinrich Daniel Ruhmkorff

Heinrich Daniel Ruhmkorff (of Rühmkorff) (Hannover, 15 januari 1803 – Parijs, 20 december 1877) was een Duitse instrumentmaker die de vonkinductor (vaak als Ruhmkorff-inductor aangeduid) commercialiseerde.

## Biografie
Heinrich Daniel Rühmkorff was de zoon van de postbeambte Friedrich Gottlieb Römkorff en diens vrouw Sophie Kuckuck. Zijn vader stamde uit de oude boerenfamilie van de Rühmkorfs uit Hotteln, die in de buurt van Hannover te traceren zijn tot in de vroege 15e eeuw. Hij bracht zijn leerjaren door in Hannover bij een Duitse mechanicus, werkte in Parijs en Londen, en vestigde zich in 1839 in Parijs. Daarbij veranderde hij weliswaar niet zijn naam en de uitspraak daarvan, maar schreef deze voortaan als 'Ruhmkorff', aangezien men in Frankrijk de 'ü' niet kent en de 'u' uitspreekt als in het Nederlands en als de ü in het Duits. In 1855 begon hij een winkel in Parijs, waar hij een goede reputatie kreeg dankzij de hoge kwaliteit van zijn elektrische toestellen. Biografieën vertellen dat hij gewerkt zou hebben met de uitvinder Joseph Bramah, maar dit is onwaarschijnlijk omdat Bramah al in 1814 was overleden. Hij kan evenwel gewerkt hebben voor Bramahs bedrijf.

## Vonkinductor
Ofschoon Ruhmkorff vaak de eer kreeg voor de uitvinding van de vonkinductor, was deze in feite in 1836 uitgevonden door de Ierse priester Nicholas Callan. Ruhmkorff verbeterde echter het ontwerp (net als zoveel andere technici) door glas als isolatiemateriaal te gebruiken, alsook andere innovaties om vonken te produceren van meer dan 30 centimeter lang. Hij octrooieerde zijn inductor in 1851 en werd in 1858 door Napoleon III beloond met een prijs van 50 000 frank  voor zijn grote ontdekking in de toepassing van elektriciteit. Hij overleed in Parijs in 1877.

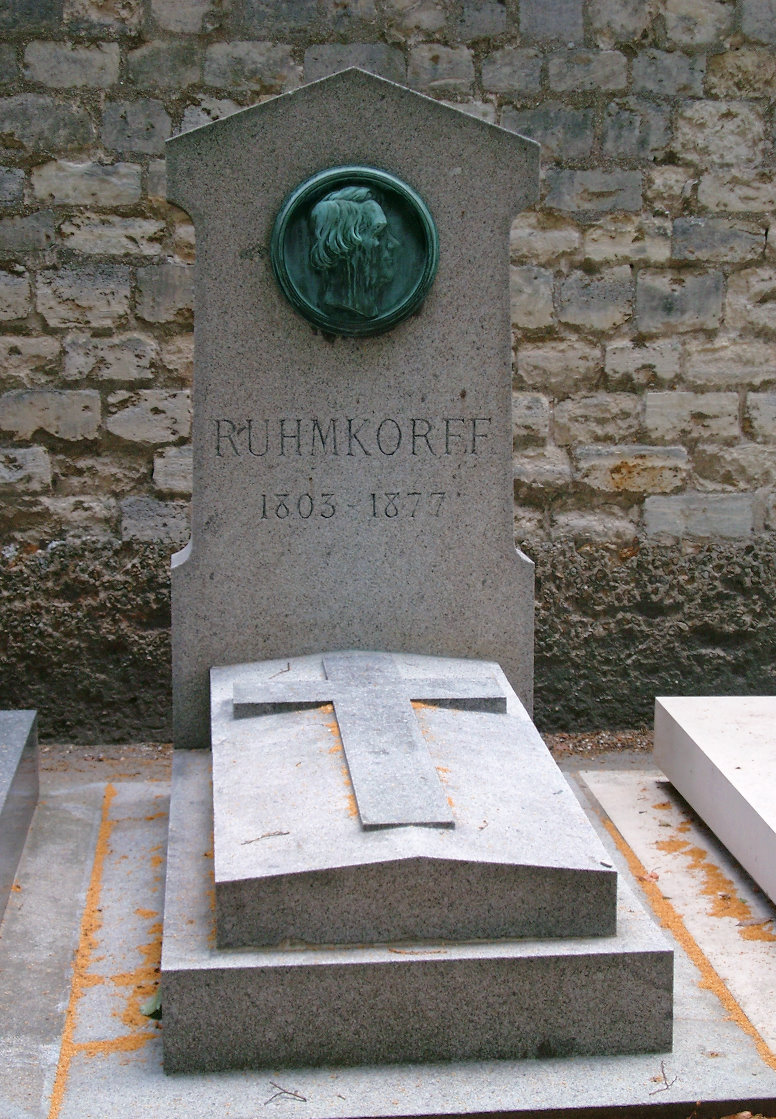
Graf van Heinrich Daniel Ruhmkorff in het Cimetière du Montparnasse in Parijs

Ook Jules Verne werd door Ruhmkorffs vonkinductor geïnspireerd. In diens boek Naar het middelpunt der aarde wordt de Ruhmkorff-lamp beschreven, een lichtbron die op de vonkinductor is gebaseerd en waarvan de eigenlijke 'lamp' een geisslerbuis is. Later werd de door Verne reeds opgevoerde lamp door A. Dumas en Dr. Benoit ontwikkeld en op de markt gebracht. Deze is sinds 1862 bekend en is als mijnlamp in zeer weinige techniekmusea te vinden. Het Teylers Museum in Haarlem bezit zo'n lamp (inventarisnummer 911 (802)), die in 1864 is aangekocht. Omdat deze lamp duur en zwaar was werd ze weinig gebruikt.

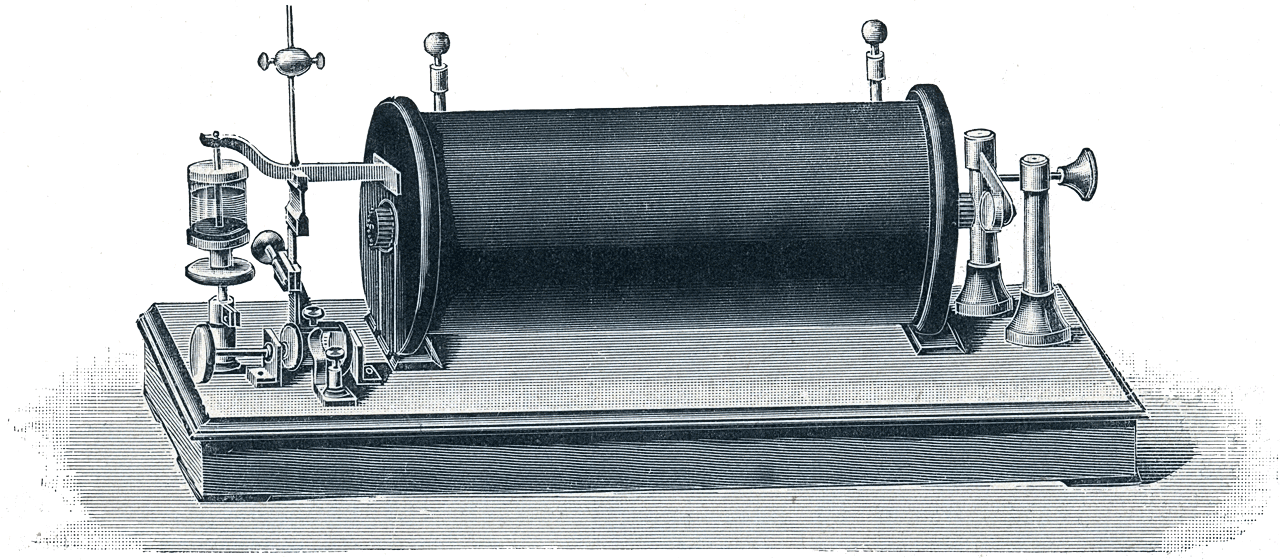
Rühmkorffs vonkinductor
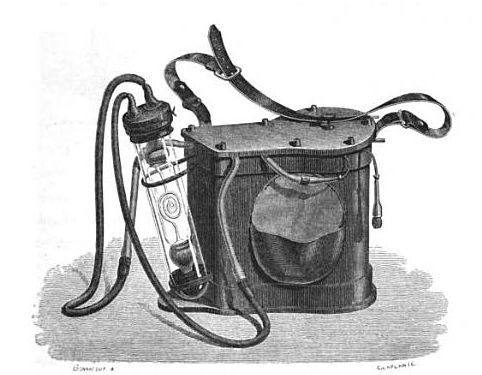
Jules Verne's "Ruhmkorff-lamp"